# Kitty Foyle
Kitty Foyle (bra: Kitty Foyle; prt: Kitty, a Rapariga da Gola Branca) é um filme norte-americano de 1940 dirigido por Sam Wood.

## Sinopse
Kitty Foyle é secretária de um socialite de Filadélfia, Wyn Strattford, e se apaixona pelo seu patrão. Ela pensa que ele a pedirá em casamento. Entretanto, ela decide voltar para Nova Iorque, onde conhece Mark Eisen, que se apaixona por ela, mas entretanto Wyn volta para pedi-la em casamento. Ela terá de decidir o que fazer.

## Elenco principal
- Ginger Rogers .... Kitty Foyle
- Dennis Morgan .... Wynnewood 'Wyn' Strafford VI
- James Craig .... Dr. Mark Eisen
- Eduardo Ciannelli .... Giono
- Ernest Cossart .... Pop
- Gladys Cooper .... Sr.ª Strafford
- Odette Myrtil .... Delphine Detaille
- Mary Treen .... Pat
- K. T. Stevens .... Molly
- Walter Kingsford .... Senhor Kennett
- Cecil Cunningham .... Avó
- Nella Walker .... Tia Jessica
- Edward Fielding .... Tio Edgar
- Kay Linaker .... Esposa de Wyn
- Richard Nichols ....Filho de  Wyn

## Prêmios e indicações
Oscar 1941 (EUA)
- Vencedor na categoria de melhor atriz (Ginger Rogers).
- Indicado nas categorias de melhor diretor (Sam Wood), melhor filme, melhor roteiro adaptado, Melhor Som.